# Indacaterol
Indacaterol, es  vendido bajo varias marcas incluyendo la marca Onbrez . Es un medicamento utilizado para tratar la enfermedad pulmonar obstructiva crónica .  Este medicamento se utiliza mediante inhalador de polvo seco una vez al día. 
Los efectos secundarios de este medicamento incluyen infección del tracto respiratorio superior, dolor en el pecho y tos.  En personas con asma puede aumentar el riesgo de muerte.  Es un agonista beta-adrenoceptor de acción prolongada . 
Este medicamento fue aprobado para uso médico en Europa en 2009 y en los Estados Unidos en 2011.   En el Reino Unido, al NHS le cuesta aproximadamente 32 libras esterlinas al mes a partir de 2021.  En Estados Unidos esta cantidad cuesta alrededor de 260 dólares estadounidenses. 